# Temelucha recta
Temelucha recta là một loài tò vò trong họ Ichneumonidae.